# Små ord av guld
Små ord av guld är det svenska dansbandet Larz-Kristerz sjätte studioalbum, och släpptes 2010. 
Nisse Hellberg har skrivit titelspåret "Små ord av guld". Albumet innehåller även i övrigt en hel del nyskrivna låtar av kända låtskrivare som bland annat Thomas G:son och Chris Antblad. Peter Larsson i bandet har skrivit låten "Den som älskar".
Den 8 oktober-15 oktober 2010 toppade albumet den svenska albumlistan. Albumet sålde, liksom bandets två föregående, platina. Albumet belönades med guldklaven i kategorin Årets Album 2011.

## Låtlista
1. Är du lika ensam som jag
2. Små ord av guld
3. Zetorn
4. Natten har tusen ögon (Cuando salí de Cuba)
5. Gasen i botten
6. Life is Life
7. OK nu glömmer jag dig
8. Den som älskar
9. När sanningen sjunkit in
10. Hälsa Marie från mig
11. Cruisin' on a Saturday Night
12. Jag kan glömma
13. Pröva lite kärlek nån gång
14. Cool Cat Walk
15. Love Me

### Listplaceringar
| Lista (2010—2011) | Topplacering |
| ----------------- | ------------ |
| Sverige           | 1            |

### Fotnoter
1. ↑  Små ord av guld på Sony
2. ↑  ”Svensk mediedatabas”. http://smdb.kb.se/catalog/id/002670375. Läst 9 maj 2011.
3. ↑  Larz-Kristersz 16 november 2010 - L-K säljer platina
4. ↑  ”www.dt.se om gulklaven 2011”. Arkiverad från originalet den 18 september 2011. https://web.archive.org/web/20110918025748/http://www.dt.se/nojekultur/dansbandsveckan/1.3727093--en-bekraftelse-pa-att-vi-gjort-nagot-bra-. Läst 1 oktober 2011.
5. ↑  Listplacering